# Deyoneo (hijo de Eurito)
En la mitología griega, Deyoneo (Δηιονεύς) o Deyón (Δηίων) es un príncipe de Ecalia e hijo del rey Éurito y su esposa Antíope o Antíoque. Más tarde se dice que luego convivió con Perigune, hija del malhechor Sinis, al que mató el propio Teseo; este se la había cedido al hijo de Éurito.